# Р-3
Р-3 (индекс ГРАУ — 8А67) — проект советской жидкостной одноступенчатой баллистической ракеты дальнего действия (до 3000 км) наземного базирования.
Головной разработчик — ОКБ-1.

## История
Разработка Р-3 была начата в 1947 году согласно плану развития ракетостроения, параллельно с работами по Р-1 и Р-2. В 1949 году в интересах разработки ракеты были выполнены НИР по темам «Исследование условий работы ракет дальнего действия, их агрегатов и аппаратуры в полёте» и «Исследование принципов и методов проектирования ракет большой дальности».
7 декабря 1949 года на пленарном заседании НТС НИИ-88 успешно прошла защита эскизного проекта. В нём для Р-3 рассматривалось два варианта ЖРД:
- РД-110 разработки ОКБ-456 В. П. Глушко, представлявший собой дальнейшее масштабное увеличение двигателя Фау-2;
- Д-2 разработки НИИ-1 МАП (бывший РНИИ) А. И. Полярного, содержащий новые перспективные решения.

Проект потерпел неудачу из-за срыва сроков выхода двигательных установок на огневые стендовые испытания.
В 1950—1951 годах поиск путей создания стратегической ракеты Р-3 продолжился в рамках НИР по теме Н-1.

## Тактико-технические характеристики
- Дальность стрельбы: 3000 км
- Максимальная скорость: 4500 м/с
- Боевая часть: фугасная, в дальнейшем предполагалась ядерная
  - Масса БЧ: 3000 кг
  - Максимальная температура нагрева: 1500 °С
- Система управления: инерциальная с радиокоррекцией
- Органы управления: рулевые двигатели
- Тип старта: вертикальный с наземной ПУ
- Длина собранной ракеты: 27,1 м
- Максимальный диаметр корпуса: 2,8 м
- Стартовая масса: 71—72 т
- Масса пустой ракеты: 9—11 т
- Топливо:
  - Горючее: керосин
  - Окислитель: жидкий кислород
  - Масса топлива: 60—62 т
- Двигатель: ЖРД РД-110
  - Тяга двигателя в пустоте: 117,5—120 тс
  - Время работы: 150 с